# آورانویل (اسون)
آورانویل (به فرانسوی: Avrainville) یک کمون در فرانسه است که در Seine-et-Oise واقع شده‌است. آورانویل ۹٫۱۴ کیلومتر مربع مساحت دارد.